# Lunde Sogn (Varde Kommune)
Lunde Sogn ist eine Kirchspielsgemeinde (dän.: Sogn) im südlichen Dänemark. Bis 1970 gehörte sie zur Harde Vester Horne Herred im damaligen Ribe Amt, danach zur Blaabjerg Kommune im erweiterten Ribe Amt, die im Zuge der  Kommunalreform zum 1. Januar 2007 in der „neuen“  Varde Kommune in der Region Syddanmark aufgegangen ist.
Im Kirchspiel leben 913 Einwohner, davon 410 im Kirchdorf (Stand:1. Januar 2023). Im Kirchspiel liegt die Kirche „Lunde Kirke“.
Nachbargemeinden sind im Norden Lydum Sogn, im Nordosten Kvong Sogn, im Osten Horne Sogn, im Süden Varde Sogn, im Südwesten Ovtrup Sogn und im Nordwesten Nørre Nebel Sogn.